# تساخور
تساخور (به لاتین: Tsakhur) یک منطقهٔ مسکونی در روسیه است که در داغستان واقع شده‌است.